# Ditte Andersen
Ditte Due Andersen (født 27. januar 1975 i Vissenbjerg) er en tidligere dansk landsholdspiller i håndbold, træner og tidligere direktør og senere sportschef i HC Odense. Hun blev direktør i Odense Håndbold i 2009 og fortsatte som dette i HC Odense. 
I oktober 2012 overdrog hun stillingen som sportschef i HC Odense til Bent Nyegaard.
Som aktiv scorede hun 108 mål i 65 landskampe efter debuten 23. marts 2001. 